# Bezienswaardigheid

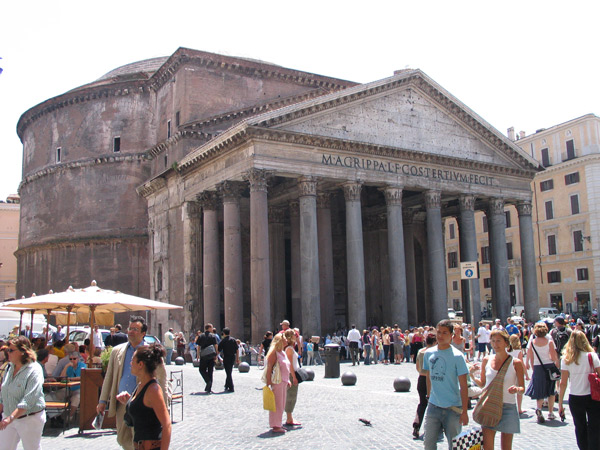
Het Pantheon in Rome

Een bezienswaardigheid is een plek die of object dat zich onderscheidt van het alledaagse en vanzelfsprekende. Of een plek of object een bezienswaardigheid is, is afhankelijk van heersende opvattingen in een samenleving. Het betreffende object of plaats ligt doorgaans op enige fysieke afstand van de woonplaats van de bezoeker. Daarnaast bevordert ‘historische afstand’ het ontstaan van bezienswaardigheden.

## Beschrĳving
Wat een ruimtelijk element zoals een gebouw, een standbeeld of een landschap tot een bezienswaardigheid maakt, wordt bepaald door de sociale en culturele voorkeuren van de bezoeker. Meer en meer evenwel spelen ook de aanbieders van het toeristisch product een belangrijke rol bij het tot bezienswaardigheid maken van plaatsen en objecten. Met behulp van marketingtechnieken wordt getracht volkeren, plaatsen en objecten tot een toeristische attractie te maken. Daarbij is de invloed van de visuele media als fotografie, brochures, film en televisie groot. Kaarten en brochures laten met symbolen zien wat de moeite van het zien (en fotografen of filmen) waard is. Reizen wordt zo tot een zoektocht naar het fotogeniek bezienswaardige.
Het onderscheid tussen het alledaagse en het uitzonderlijke kan op verschillende manieren tot stand komen:
- Er zijn unieke objecten die gedurende lange tijd door iedereen als bezienswaardigheden worden erkend. Goede voorbeelden zijn de Eiffeltoren, de Afsluitdijk, het Atomium, het Colosseum of de Haghia Sofia. Dergelijke objecten zijn uitzonderlijk door hun architectuur en/of (voor de tijd waarin zij gebouwd zijn) grote afmetingen.
- Door heersende culturele opvattingen worden plaatsen en objecten tot bezienswaardigheid verklaard. Voorbeelden zijn Marken als typisch Hollands of Lagrasse als een typisch Frans dorp. Een natuurgebied wordt bezienswaardiger wanneer het als Nationaal park is aangemerkt. Gebieden zoals het Lake District in Groot-Brittannië werden een bezienswaardigheid toen het wilde en woeste imago in de 18e eeuw plaats maakte voor een romantisch imago.
- Alledaagse objecten worden bijzonder als ze in een bepaalde context worden geplaatst. Gewone gebruiksvoorwerpen uit de jaren 70 van de 20e eeuw worden bezienswaardig als verzameling in een museale expositie.
- Bijzondere of historische gebeurtenissen kunnen tot het ontstaan van bezienswaardigheden leiden, zoals het terrein van een veldslag of de plek waar een belangrijk persoon werd vermoord. Vaak zijn commerciële motieven een extra stimulans hiervoor.
- Gewone aspecten van het maatschappelijk leven worden bezienswaardig voor een bezoeker met een andere sociaal-culturele achtergrond. De toeristenindustrie maakt daarvan gebruik door het ‘authentieke’ dagelijkse leven of gebruiken van de lokale bevolking als bezienswaardigheid te presenteren.